# 美丽溲疏
美丽溲疏（学名：Deutzia pulchra），又名大葉溲疏
。为虎耳草科溲疏属下的一个植物种。